# わしらの新しいご領主に
『わしらの新しいご領主に』（わしらのあたらしいごりょうしゅに、Mer hahn en neue Oberkeet）BWV212は、ヨハン・ゼバスティアン・バッハが作曲した世俗カンタータの一つ。通称は「農民カンタータ」（Bauernkantate）。現存するバッハの世俗カンタータの中では最後の作品で、1742年8月30日にライプツィヒ近郊のクラインチョハー村で行われた新領主カール・ハインリヒ・フォン・ディースカウの着任祝宴で演奏された。全24曲からなり、当地の方言丸出しの明快なテキスト、民謡や流行歌のリズムやメロディをふんだんに取り込んだ音楽と、親しみやすい作品として人気がある。

## 概要
自筆の初演総譜で伝承されている。制作にいたる動機は、作曲者のバッハにではなく台本作者のピカンダーにある。長らくバッハと組んでカンタータを世に送り出してきたピカンダーは、ライプツィヒ周辺を巡回して徴税を行う下級官吏を本業としていた。クラインチョハー村の荘園に領主として着任したディースカウはピカンダーを雇うことになった。そこで上司を讃える一曲を手土産に心象を良くしようともくろんだ…と伝えられている。その詮索を裏付けるように、テキストには露骨なお追従とも取れる台詞が盛り込まれている。
登場するのは地元の男（バス）と女（ソプラノ）のペアのみである。女の名はミーケ（「マリア」の方言）と一度だけ呼ばれるが、男は最後まで名を呼ばれない。曲を彩る楽器は、基本の弦楽器と通奏低音に加え、演奏が困難なホルンと奏者が極端に少ないフルートが含まれている。それだけに、台本の露骨な俗物ぶりに反して、バッハの手抜かりのない仕事ぶりが透けて見える作品でもある。
台本の構成は大きく2つに分けることができる。前半は噂話の形式でディースカウへの讃辞を交わすもの、後半は祝宴で披露する歌選びを通じて様々な音楽を楽しむものである。
この1742年夏を過ぎると、バッハはコレギウム・ムジクムとも疎遠になり始め、世俗音楽の新作は出なくなる。このためにBWV212を原曲とするパロディは発生していない。ただし、第20曲のアリアは、カンタータ201番の通称「フェーブスとパンの争い」（Der Streit zwischen Phöbus und Pan）からの転用である。

## 楽曲構成

### 第1曲 シンフォニア
ヴァイオリン・ヴィオラ・通奏低音、イ長調、3/4→6/8→2/4→3/4→2/4→3/4拍子
6曲の短い舞曲を連続する。3拍子の明朗な序曲がホモフォニーに和声を奏でると、すぐにアンダンテのメロディに転じる。アレグロの明るい曲調は長く続かず、短調に転じた3拍子のアダージョが長く続く。しかしプレストの激しい短調部が駆け去ると、冒頭の明るい曲が帰ってくる。

### 第2曲 二重唱「わしらの新しい領主に」（Mer hahn en neue Oberkeet）
女・男・ヴァイオリン・ヴィオラ・通奏低音、イ長調、2/2拍子
イントロなしで男女が声をそろえて着任式…というよりも振る舞い酒を喜び歌う。初めこそ和声付けに徹していた伴奏も、歌が進むにつれて活発さを増し、ヴァイオリンにはオブリガート旋律も現れる。反復なしで一気に歌い終えたあとも、弦楽器は楽しげに後奏を奏で続ける。

### 第3曲 レチタティーヴォ「なあミーケ、俺にキスしておくれ」（Nu, Mieke, gib dein Guschel immer her）
女・男・ヴァイオリン・ヴィオラ・通奏低音
調子に乗った男が口づけを迫り、女があしらう。風紀に厳しい新領主をだしにして断るが、バックで楽器が俗謡の「一緒に床に就こう」を奏でている。男は女に反論。領主も男女の機微を理解してくれるだろう、と。さらに弦楽器がまたも俗謡「お前にゃずいぶんご無沙汰だ」の旋律を奏でて会話が終わる。

### 第4曲 アリア「あら、それは甘すぎて」（Ach, es schmeckt doch gar zu gut）
女・ヴァイオリン・ヴィオラ・通奏低音、イ長調、3/4拍子
領主夫妻の睦言を妄想して照れる女のアリア。あけっぴろげな歌詞とは対照的に、ヴァイオリンの上品なポロネーズ風の伴奏がつく。

### 第5曲 レチタティーヴォ「領主様はよいお方」（Der Herr ist gut）
男・通奏低音
話題が急に現実的なものになり、徴税官への不満を露わにする。

### 第6曲 アリア「ああ、税金取りの旦那」（Ach, Herr Schösser）
男・ヴァイオリン・ヴィオラ・通奏低音、ニ長調、3/4拍子
徴税官に慈悲を請う形式で、徴税官ピカンダーを印象づけるためのアリア。バスを先行させ、ヴァイオリンが続行するカノンになっている。

### 第7曲 レチタティーヴォ「誰が何と言ったって」（Es bleibt dabei）
女・通奏低音
大金を出しても買えない極上の領主…と持ち上げる。

### 第8曲 アリア「われらの素敵な領主様」（Unser trefflicher）
女・ヴァイオリン・ヴィオラ・通奏低音、ロ短調、3/4拍子
誹謗の余地がない領主の素晴らしさを讃える。「スペインのフォリア」の旋律を用い、サラバンドに収めている。伸びやかな伴奏旋律は中盤に差し掛かると、躍動する歓喜のモティーフを交わし合う。

### 第9曲 レチタティーヴォ「ご領主様は皆を救う」（Er hilft uns allen）
女・男・通奏低音
ふと2人の声は小さくなる。男は領主の配慮で徴兵が回避された噂を口にする。女も領主の口添えで徴税が軽くなったことを囁く。

### 第10曲 アリア「なんと粋なお計らい」（Das ist galant）
女・ヴァイオリン・ヴィオラ・通奏低音、ト長調、3/4拍子
ギャラント様式の明朗なアリアで、ありがたい領主の口添えに感謝する。一方で、台本には逆に重税を課せられた別の荘園が名指しで出てくるが、バッハは同じ調子で作曲しており、まったく深刻な曲になっていない。

### 第11曲 レチタティーヴォ「そしてその奥方様も」（Und unsre gnädge Frau）
男・通奏低音
突然、話題が奥方に変わる。男が讃えるのは、その気さくな性格とともに、きっちりした倹約ぶりである。

### 第12曲 アリア「50ターラーの現金を」（Fünfzig Taler bares Geld）
男・ヴァイオリン・ヴィオラ・通奏低音、変ロ長調、3/4拍子
奥方の倹約振りと正反対な自らの不摂生を暴露するアリア。マズルカの明快なリズムで、50ターラーの大金が酒に消えるは、女房に身包み剥がされるは…とは言うが、反省の色なく開き直った奔放な曲調に満ちている。このアリアで会話による直接的な讃美は終わる。

### 第13曲 レチタティーヴォ「ちょっと真面目に聞いておくれ」（Im Ernst ein Wort）
女・通奏低音
不意に、領主へ聞かせる讃歌の出来を尋ね、讃歌を通じた讃美による後半部に入る。

### 第14曲 アリア「クラインチョハーの村よ」（Klein-Zschocher müsse）
女・フルート・ヴァイオリン・ヴィオラ・通奏低音、イ長調、3/8拍子
クラインチョハーの栄えを讃美する。全曲を通して初めてのダ・カーポをともなうアリアである。メヌエットのリズムを採り、唯一フルートが加わる。フルートの走句とそれに合わせた弦楽器のピツィカート、またはソプラノのメロディにはポルタメントも聞かれ、非常に凝った造りの曲である。

### 第15曲 レチタティーヴォ「それはあんまりお上品」（Das ist zu klug vor dich）
男・通奏低音
男はあっさり却下する。田舎者なら田舎者らしく…と一曲披露することを宣言。

### 第16曲 アリア「10000ドゥカーテンの」（Es nehme zehntausend Dukaten）
男・ホルン・ヴァイオリン・ヴィオラ・通奏低音、ト長調、6/8拍子
ご領主も金を稼いで陽気に飲もう…とストレートな歌詞をボヘミアの狩猟歌の旋律に乗せて歌う。ここまで出番がなかったホルンが三和音を散らして男の声に唱和する。

### 第17曲 レチタティーヴォ「あんまりな下品ぶり」（Das klingt zu liederlich）
女・通奏低音
もちろん女は即却下。気色悪い例として、古歌を一つ歌って見せることにする。

### 第18曲 アリア「くださいな奥方様」（Gib, Schöne）
女・ホルン・ヴァイオリン・ヴィオラ・通奏低音、ニ長調、3/4拍子
古めかしいメヌエットに乗せて安産を祈願する。主旋律に沿ってホルンが飾る。

### 第19曲 レチタティーヴォ「確かにその通り」（Du hast wohl recht）
男・通奏低音
納得した男は、格式ばった讃歌を披露することにする。

### 第20曲 アリア「御身の栄えゆるぎなくあれ」（Dein Wachstum sei feste）
男・ヴァイオリン・通奏低音、イ長調、3/8-2/2-3/8拍子
13年前に初演したカンタータ201番「フェーブスとパンの争い」で牧神パンが披露した歌比べの課題曲を転用したもの。新様式のパスピエで領主の喜びを表現する。「笑え」（lache）の音型が実際を笑い声に聞こえるように配置するのはバッハの常套手段。中間に短調の緩叙部を設け、ダ・カーポで序盤の活発な喜びの歌に回帰する。

### 第21曲 レチタティーヴォ「こんなものでもうよかろう」（Und damit sei es auch genung）
女・男・通奏低音
ほめ歌の話題は終わり。酒場へ急ぐ男に女は呆れつつ、すぐにアリアへ移る。

### 第22曲 アリア「それではよいか、皆の衆」（Und dass ihr's wisst）
女・男・ヴァイオリン・ヴィオラ・通奏低音、ロ短調、2/2拍子
聴衆を酒場にいざなう男の腹の内を読み、男に扮して歌う民謡風の活発なアリア。伴奏の弦楽器はアリアのリフレインを構成する。

### 第23曲 レチタティーヴォ「でかしたな」（Mein Schatz, erraten）
男・女・通奏低音
図星を突かれた男に感心され、呆れつつも女も酒場へと気が向く。女の台詞も後半部ではアリオーソに転じる。最後に男が主賓と言うか酒の肴にディースカウを呼ぶことを宣言する。

### 第24曲 合唱「さあ行こう、いつもの酒場」（Wir gehn nun, wo der Tudelsack）
女・男・ヴァイオリン・ヴィオラ・通奏低音、ヘ長調、4/4拍子
弦楽器は声楽と重なり、簡潔なブーレーのロンドで締めくくる。酒場へ誘うパートを3回反復し、その隙間に領主を讃えるパートを2回挿入するもの。ほぼ二声をそろえたホモフォニーの進行で、温かみのある和声を織り成して曲を終える。